# Pierre Dumont
Pierre Dumont, nacido hacia 1650 fue un escultor francés, padre de François Dumont. 
Perteneció a la comunidad de Saint Luc, del gremio de escultores de París.
Fue maestro de su hijo François Dumont que recibió en 1709 el primer premio de escultura con la obra titulada David perdona a Abigail (del francés: David pardonnant à Abigaïl). 